# Catocala orion
Catocala orion là một loài bướm đêm trong họ Erebidae.